# コンフォートゾーン

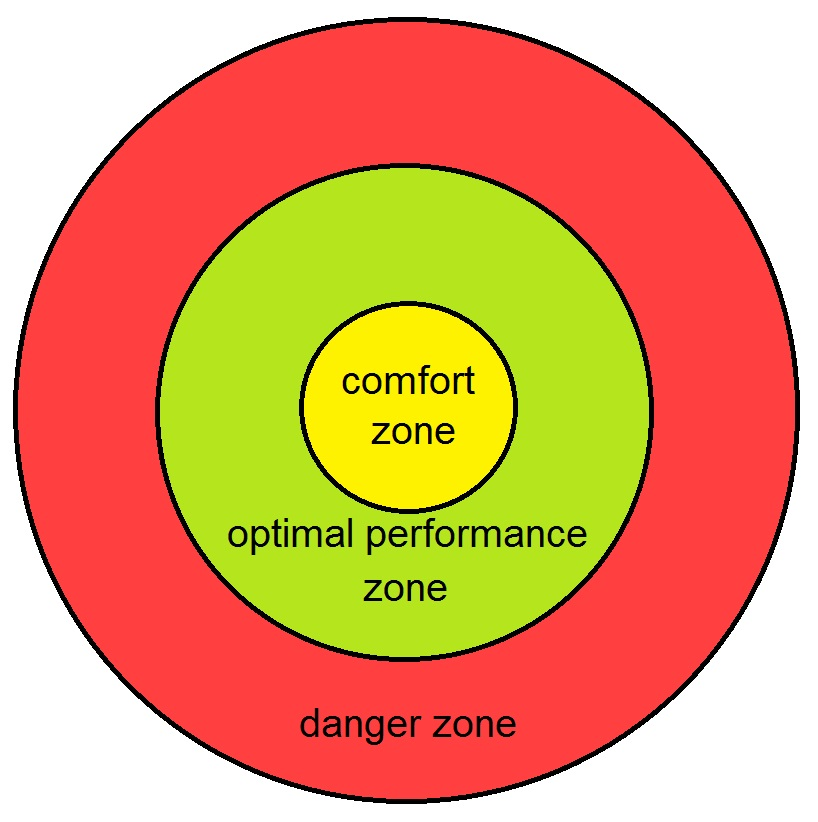
3種類の精神状態

コンフォートゾーン（英語：comfort zone）とは、「快適な空間」を意味する語である。心理学などでは、ストレスや不安が無く、限りなく落ち着いた精神状態でいられる場所を指す。また、天文学の世界では、生命が存在する可能性があるハビタブルゾーンの別名である。建設業界でも快適性評価に関連して使用されることがある。
ソーシャルワークの研究家ブレネー・ブラウンは、「私たちの不安、欠乏、および心の傷つきが最小限に抑えられている場合 - 私たちが十分な愛、食べ物、能力、時間、賞賛を得ることができると信じられる場所。そういったものが整えられている場所の事である」と説明している。

## ストレス管理
パフォーマンス・マネジメントの研究を行っている行動心理学者アラスデア・A・K・ホワイトは、適切なストレス環境下では業績が増やせる「最適なパフォーマンスゾーン」（optimal performance zone）について説明している。
心理学者ロバート・ヤーキーズは、「ある程度のストレス下では仕事の業績が上がるが、最適なレベルを超えると業績が下がる」ことを報告している。
しかし、一般的にストレスは意思決定に悪影響を与えるとされていて、試行回数が減り、すでに役に立たなくなった一般的な方法を取るようになってしまう傾向になる。